# آلفا رومئو ۲۰۰۰ اسپورتیوا
آلفارومئو ۲۰۰۰ اسپورتیوا (Alfa Romeo 2000 Sportiva) خودرویی است که در سال‌های ۱۹۵۴ (two coupes and two roadsters) تولید شده‌است. طول آن در حالت طبیعی ۳٬۶۰۰ میلیمتر (۱۴۱٫۷ اینچ) و  عرض آن در حالت طبیعی ۱٬۵۴۰ میلیمتر (۶۰٫۶ اینچ) و  ارتفاع آن در حالت طبیعی ۱٬۱۲۰ میلیمتر (۴۴٫۱ اینچ)  است. 
موتور آن ۱۹۹۷ سی‌سی سیستم جعبه‌دندهٔ آن ۵ دنده به صورت دستی است.